# Lysana plexa
Lysana plexa är en fjärilsart som beskrevs av Heinrich Benno Möschler 1883. Lysana plexa ingår i släktet Lysana och familjen tandspinnare. Inga underarter finns listade i Catalogue of Life.